# Stranger Aeons
Stranger Aeons är det svenska death metal-bandet Entombeds andra EP. Skivan släpptes 1992.

## Låtförteckning
1. "Stranger Aeons" - 03:27
2. "Dusk" - 02:42
3. "Shreds of Flesh" - 02:03

## Banduppsättning
- Alex Hellid - gitarr
- Nicke Andersson - sång, trummor
- Uffe Cederlund - gitarr
- Lars Rosenberg - bas